# Olasz autóversenyzők listája
Alábbi lista az olasz autóversenyzőket sorolja fel évszámokkal kiegészítve:
| Ábécé szerinti tartalomjegyzék                                                                           |
| --- |
| A, Á B C Cs D Dz Dzs E, É F G Gy H I, Í J K L Ly M N Ny O, Ó Ö, Ő P Q R S Sz T Ty U, Ú Ü, Ű V W X Y Z Zs |

## A
- Andrea Aghini (Livorno, 1963)
- Michele Alboreto (Milánó, 1956 – Lausitzring, 2001)
- Giovanna Amati (Róma, 1959)
- Mario Andretti (Montona d'Istria, 1940)
- Paolo Andreucci (Castelnuovo di Garfagnana, 1965)
- Alberto Ascari (Milánó, 1918 – Monza, 1955)
- Antonio Ascari (Bonferraro, 1888 – Párizs, 1925)

## B
- Luca Badoer (Montebelluna, 1971)
- Giancarlo Baghetti (Milánó, 1934 – Milánó, 1995)
- Mauro Baldi (Reggio Emilia, 1954)
- Lorenzo Bandini (Barce, 1935 – Monte-Carlo, 1967)
- Miki Biasion (Bassano del Grappa, 1958)
- Scipione Borghese (herceg) (Migliarino, 1871 – Firenze, 1927)
- Paolo Bozzetto (Breganze, 1947)
- Gastone Brilli-Peri (Montevarchi, 1893 – Tripoli, 1930)

## C
- Giulio Cabianca (Verona, 1923 – Modena, 1961)
- Ivan Capelli (Milánó, 1963)

## D
- Andrea Dallavilla (Brescia, 1969)
- Andrea De Adamich (Trieszt, 1941)
- Maria Teresa de Filippis (Nápoly, 1926 – Scanzorosciate, 2016)

## F
- Luigi Fagioli (Osimo, 1898 – Monte-Carlo, 1952)
- Giuseppe Farina (Torino, 1906 – Aiguebelle, 1966)

## G
- Bruno Giacomelli (Poncarale, 1952)
- Antonio Giovinazzi (Martina Franca, 1993)

## L
- Vincenzo Lancia (Fobello, 1881 – Torino, 1937)
- Vitantonio Liuzzi (Locorotondo, 1980)
- Lella Lombardi (Frugarolo, 1941 – Milánó, 1992)
- Piero Longhi (Borgomanero, 1965)

## M
- Aymo Maggi (Brescia, 1903 – 1961)
- Giannino Marzotto (Valdagno, 1928 – Padova, 2012)
- Alfonso Merendino (1942 – 1998)
- Sandro Munari (Cavarzere, 1940)

## N
- Alessandro Nannini (Siena, 1959)
- Andrea Navarra (Cesena, 1971)
- Felice Nazzaro (Torino, 1881 – Torino, 1940)
- Tazio Nuvolari (Castel d’Ario, 1892 – Mantova, 1953)

## P
- Ada Pace (Torino, 1924 – Rivoli, 2016)

## S
- Ludovico Scarfiotti (Torino, 1933 – Rossfeld, 1968)

## T
- Gabriele Tarquini (Giulianova Lido, 1962)
- Renato Travaglia (Cavedine, 1965)
- Jarno Trulli (Pescara, 1974)

## V
- Gigi Villoresi (Milánó, 1909 – Modena, 1997)

## Z
- Alessandro Zanardi (Bologna, 1966)
- Renzo Zorzi (Ziano di Fiemme, 1946 – Magenta, 2015)